# Оронт II
Вижте пояснителната страница за други личности с името Оронт.
Оронт II или Ерванд II (на арменски: Երուանդ Բ, Yervand II; на старогръцки: Ὀρόντης, Orontes II, Ervand II/I; † след 317 пр.н.е.) е персийски управител на провинция (сатрап) на Армения (336 – 331 пр.н.е.), независим княз на Армения от 331 пр.н.е.

## Живот
Той е от династията на Оронтидите и син на сваления управител цар Оронт I (упр. 401 – 344 пр.н.е.) и на Родогуна, дъщеря на персийския цар Артаксеркс II.
През 336 пр.н.е. великият цар Дарий III от Персия назначава Оронт II за сатрап на Армения. През 331 пр.н.е. Оронт II ръководи арменската войска в битката при Гавгамела на страната на персийския цар против Александър Велики. Победителят Александър назначава първо персиеца Митрен за управител в Армения.
На Вавилонската подялба 323 пр.н.е. за сатрап е назначен Неоптолем.
На Конференцията в Трипарадис през 321 пр.н.е. Оронт II получава сатрапия Армения.
Той е баща на Митрен и дядо на Оронт III († сл. 280 пр.н.е.), от 317 пр.н.е. сатрап и след това от 281 пр.н.е. цар на Армения.